# Klapisch (entreprise)
Pour les articles homonymes, voir Klapisch.
 (juin 2013).
Si vous disposez d'ouvrages ou d'articles de référence ou si vous connaissez des sites web de qualité traitant du thème abordé ici, merci de compléter l'article en donnant les références utiles à sa vérifiabilité et en les liant à la section « Notes et références ».
La société Klapisch, entreprise familiale aujourd'hui disparue, a été un acteur de premier plan entre 1930 et 1970 dans la production et la commercialisation du saumon fumé en France.
Mordechai Klapisch, originaire de Pologne centrale s'établit en France avec sa famille en 1913. Avec le concours de ses trois fils aînés, il organise la production et la vente des harengs marinés ou fumés et d'autres préparations encore peu connues en France. La famille s'installe à Décines, près de Lyon et crée la Société Klapisch et ses fils en 1919  (qui deviendra la société Klapisch Frères en 1934 à la mort de l’aïeul). Elle revient en région parisienne en 1921 et installe une fabrique à Cachan. Dans les années 1920-1930, la société ouvre huit magasins dans plusieurs quartiers populaires de Paris. Le plus jeune des fils, Solly Klapisch, s'affirme comme un entrepreneur visionnaire et innovant. À compter des années trente la société se lance dans la production du saumon fumé et invente des produits pré-découpés.
La guerre et l'occupation allemande ruinent l'entreprise, deux des frères ainés sont arrêtés et déportés. Après la guerre, Solly Klapisch se remet à l'ouvrage dans une usine dévastée. Il crée la marque DESKA (David Solly Klapisch) quand son frère David revient de déportation. L'essor de l'entreprise est remarquable grâce au saumon fumé, elle a des produits adaptés aux besoins qui font croitre la demande. Le saumon fumé cesse d'être un produit de luxe inaccessible. En 1970, quand l'affaire est vendue à la Générale Alimentaire, elle détient 80 % du marché français et a amorcé une percée intéressante à l'exportation en Allemagne et en Italie.

## Historique

### L'histoire de Mordechai Klapisch - La création de la société
Mordechai Klapisch, né en 1872 à Koło en Pologne centrale, a une grande réputation de talmudiste. En 1902, cela lui vaut une invitation de la communauté juive d'Aberdeen en Écosse. Sa méconnaissance de l’anglais l’empêche de devenir rabbin et il y exerce donc brièvement la fonction de shohet. Marié en 1896 à Sarah, une jeune veuve de 24 ans qui a déjà deux filles, ils ont trois fils, Henri, David et Joseph et il se rend compte que ses ressources sont insuffisantes pour entretenir sa famille. Il s’établit alors à Londres où, après des débuts assez humbles, il pratique le commerce des grains. C’est là que nait, en 1905, Salomon dit Solly  qui sera le grand innovateur de l'entreprise. Par une conjoncture inattendue (une grève éclate alors qu’il a des stocks importants), il se trouve à la tête d’une petite fortune et mû par un impératif spirituel, il décide en 1907 de retourner en Pologne. C’est là en 1907 que nait sa plus jeune fille Fanny. Deux ans plus tard, Mordechai doit déchanter, ruiné par des associés malhonnêtes, il décide de rentrer en Europe. Mais plus encore que l’Angleterre, c’est de la France de la belle Époque dont rêvaient les juifs polonais : “Leben wie Gott im Frankreich”, Vivre comme Dieu en France dit-on en Yiddisch. Et la famille Klapisch arrive à Paris en 1913. “Puisque vous venez d’Angleterre, vous devriez introduire en France certains produits encore peu connus, comme les harengs marinés ou fumés, les cornichons malossol et autres préparations” lui conseille-t-on. Il n’y connait rien (préférant se consacrer au Talmud) et charge ses trois fils ainés d’étudier la question. Quant à Solly, âgé de huit ans, il entre à l'école primaire de la rue des Hospitalières-Saint-Gervais, en face du point de vente familial dans le quartier parisien du Marais. Il s'y montre élève brillant, avide de connaissances, mais à l'issue de son Certificat d’Études, malgré l'insistance de l'instituteur, son père refuse de lui laisser poursuivre des études : il entre comme ses trois frères dans l'affaire familiale.
C'est de cette date que la maison Klapisch et ses fils voit le jour (elle devient Klapisch Frères en 1934 à la mort de Mordechai).

### Les années de l'entre-deux-guerres - Les talents précoces de Solly Klapisch
Vers la fin de la guerre, la capitale subit les bombardements de la "Grosse Bertha" que Mordechai Klapisch, souffrant, ne supporte pas. Il décide de se réfugier avec sa famille dans la région lyonnaise à Décines. C'est là ou Solly Klapisch, à 14 ans, commence sa carrière d'industriel. En effet, avec la guerre et les difficultés de ravitaillement, il faut sortir du domaine des "spécialités" et répondre à la demande en fabriquant un produit populaire devenu introuvable:  les filets de harengs saurs. La famille s'organise : un frère aîné, à Boulogne, achète des harengs par wagons et les expédie à Lyon, un autre à Paris s'occupe de la vente et Sally est chargé de réinventer, sur la foi de vagues souvenirs, le métier ancien de fumeur de poisson. Après quelques tâtonnements initiaux (combien de temps faut-il laisser dessaler le poisson, à quelle température la fumée doit-elle être, etc., il réussit à retrouver empiriquement le procédé, et les produits de Klapisch et ses Fils, au-delà de la pénurie, commencent à acquérir une réputation de qualité, à Lyon comme à Paris.
En 1921, la famille décide de revenir dans la région parisienne. Elle garde un point de vente dans le Marais, au coin de la rue des Rosiers et de la rue des Hospitalières-Saint-Gervais (il a depuis été remplacé par un supermarché cacher, mais l'ancienne destination poissonnière du local se remarque à la devanture en petits carreaux de céramique bleu et vert turquoise, qui subsiste jusqu'à aujourd'hui). Mais le nouveau métier de fabriquant exige de l'espace. Klapisch et ses Fils acquièrent une ancienne blanchisserie située dans la banlieue sud, à Cachan, au bord de la Bièvre qui y coule encore à l'air libre. Ce siège du 43 rue Camille Desmoulins restera celui de l'entreprise jusqu'à sa session en 1970 à la Générale Alimentaire.
Dans les années 1920 et 30, Klapisch et ses Fils ouvrent huit magasins dans plusieurs quartiers populaires de Paris. On y vend de nombreux produits alimentaires, et pas seulement des spécialités de poisson.
Face à ses deux frères essentiellement épiciers et commerçants, Solly, le benjamin, est incontestablement le technicien et le novateur. Il est passionné notamment par les produits à base de poisson. S'il s'agit au début essentiellement de harengs, de maquereaux et de sprats, il commence vers 1930 à s'intéresser au saumon fumé. Il s'agit alors d'un produit rarissime, servi uniquement -comme le caviar- dans des restaurants ou chez des traiteurs de luxe. Dans le climat protectionniste de la Grande Dépression, il est pratiquement impossible d'importer du saumon frais, alors même que la production nationale (Loire et Adour) est devenue très rare. L'Exposition coloniale de 1931 fournit le prétexte rêvé. Solly réussit à convaincre un fonctionnaire du Ministère de la Marine marchande que la France doit accueillir dignement les millions de visiteurs étrangers attendus et obtient une petite licence d'importation. Il a compris l'importance primordiale de l'approvisionnement aux meilleures sources. Il décide de commander son poisson directement dans les pêcheries de la côte Pacifique du Canada. Cette source est alors pratiquement ignorée des Européens, bien qu'elle soit abondante, moins chère que les produits d'Irlande et de Norvège et d'excellente qualité à condition de bien choisir les pêcheries. Les poissons arrivent dans des grands bacs remplis de saumure.
Il lui faut apprendre à fumer ce poisson à la chair autrement délicate que le hareng. Il faut tout d'abord dessaler le poisson dans l'eau douce. Tout un art. Il faut ensuite le trancher pour en faire des filets. Opération délicate si l'on songe que ces filets ou "bandes" mesurent facilement un mètre de long. Il faut enfin déterminer la bonne température de la fumée assez froide pour que le poisson ne cuise pas. Il est vrai que chaque essai est coûteux, mais Solly a douze ans d'expérience et a acquis par lui-même une grande maîtrise de sa profession. L'Exposition coloniale est un franc succès qui l'aide à convaincre son père et ses frères méfiants et incrédules que ce produit de luxe peut avoir un avenir. Il s'agit encore d'un artisanat plus que d'une industrie. De grands restaurants et des traiteurs de luxe commandent chaque jour quelques "bandes". qui sont dessalées et préparées pour eux à la demande.
En visionnaire, Solly comprend que pour ouvrir un marché plus vaste, il faut fournir des tranches toutes préparées. Cela pose un problème ardu de conditionnement si l'on veut garder toute la fraîcheur du produit. En 1938, il lance un produit conditionné dans des caissettes en bois à la façon des cigares de luxe. Les tranches sont entourées de papier sulfurisé. Ceci peut paraître curieux aujourd'hui, mais le poisson est à l'époque souvent conditionné dans des caissettes de bois blanc. Cette tentative ne connait pas le succès espéré. Il faut attendre les années 1960 pour que les progrès de la technologie (cuisine sous vide, les matières plastiques) rendent l'idée viable.

### La guerre et l'occupation allemande - Les crimes nazis
Durant l'occupation allemande, les lois raciales forcent la société Klapisch à cesser son activité. Solly Klapisch organise avec sang-froid la sécurité de ses proches. Conscient du danger mortel du nazisme, il refuse le recensement de Vichy et réussit à faire passer toute sa famille à Aix-les-Bains, dans la zone d’occupation italienne. Parmi ses proches certains malheureusement sous-estiment les risques. Deux des frères associés Joseph et David, sont arrêtés et déportés. David interné au camp de travail de Blechhammer, survit à la déportation et revient en France à la fin de 1945. Joseph Klapisch, né en 1901 à Kolo (Pologne) marié en 1926 avec Hilda Lebrecht, père de Béatrice née en 1927 et de Paulette née en 1931, convoqué au commissariat de Police de Gentilly le 14 mai 1941, y est arrêté, interné à Beaune-la-Rolande et déporté le 28 juin 1942 à Auschwitz où il est affecté comme comptable dans un bureau. Ayant cassé ses lunettes, il est immédiatement éliminé. Son beau-père Jakob Lax est lui aussi arrêté par la police française, il est interné à Drancy d’où le Convoi no 45 du 11 novembre 1942 le conduit à Auschwitz où il est gazé dès son arrivée, le 16 novembre 1942.

### Les années d'après-guerre - Reconstruction et essor
En octobre 1944, Solly rentre et trouve son usine déserte et complètement dévastée. Il se met à l'ouvrage seul, sans même l'aide d'un ouvrier. Paris a faim, il n'y a ni marchandises ni essence. Dès la fin du mois, grâce à l'amitié de ses fournisseurs qui le croyait disparu, il réussit à livrer sa première fournée de harengs fumés. Elle est livrée aux Halles depuis Cachan en charrette à cheval. Peu après, il met la main sur un petit lot de saumons de la Loire qui obtient, dans les restaurants et les boites le succès que l'on devine.
Fin 1945, son frère aîné David revient de déportation. Ils se mettent à l'ouvrage ensemble. C'est de cette époque que date la marque DESKA (David Solly Klapisch).
Il est clair désormais que le saumon ne sera plus un produit exotique mais bien le fleuron de la maison. Pour cela, il faut coûte que coûte se procurer de la matière première de la meilleure qualité. La difficulté est d'obtenir des licences d'importation qui sont attribuées parcimonieusement par un comité de répartition qui ne favorise pas une maison ayant dû interrompre toute activité pendant 4 ans. 

Début 1946, il obtient une licence et se rend immédiatement au Canada. À l'époque de tels voyages sont encore très rares. Il fait la traversée sur avion militaire et les journaux de Vancouver publient photos et interview du premier homme d'affaires français à visiter leur ville après la guerre. Il renoue des contacts directs avec les meilleures pêcheries, ce qui 15 ans plus tard sera la source décisive de son succès. Il comprenait l'importance primordiale de l'approvisionnement aux meilleures sources. Grand voyageur, maniant l'anglais comme sa langue maternelle, sa passion pour le Canada ne lui fait pas pour autant négliger la Norvège, le Danemark, l'Irlande et l’Écosse.
Ce que les concurrents mettent un certain temps à comprendre, c'est que le saumon qui se prête le mieux à ces tranches est d'une espèce différente de celui donnant les grandes bandes de 5 kg et plus. Alors que les bandes traditionnelles sont constituées de saumon Royal (le King), les tranches sont faites avec du saumon argenté (Silver Coho). Tout aussi savoureux, il est à l'époque moins prisé donc moins cher pour des raisons de présentation purement esthétiques qui évidemment n'entrent pas en ligne de compte pour des tranches. 

Le saumon en tranches est ainsi progressivement entré dans le domaine du quotidien. Pour réintroduire la notion du produit de luxe, Solly Klapisch a l'idée de conditionner sous vide des saumons entiers d'environ 1 à 2 kg. Il affirme alors : "dans dix ans on vendra du saumon dans les boutiques cadeaux des aéroports et les gens offriront un saumon comme on offre une boite de chocolat : cela ne sentira rien". Prévision tellement exacte qu'elle semble aujourd'hui une banalité.

Les gens ne sachant pas couper le saumon en tranches fines, dans un premier temps on offre gratuitement aux premiers clients des couteaux spéciaux cannelés. Puis vient l'ère du prétranché-reconstitué. Les tranches sont séparées par une pellicule plastique et l'ensemble donne l'illusion d'un saumon entier. Là encore, Solly  possède un secret de fabrication que la concurrence met quelque temps à découvrir. En effet la chair du saumon est molle -comparée au jambon cru par exemple- et il n'est pas aisé de le couper à la machine. Le secret consiste à congeler les saumons par un passage de quelques instants dans un tunnel refroidi à l'azote liquide. La chair devient alors dure et se laisse couper sans aucune difficulté.

### Vente et reprise de la marque par laGénérale Alimentaire
En 1970, l'entreprise s'est fortement développée avec des usines à Orléans et à Blois. Solly a 65 ans et il travaille depuis un demi-siècle. Il décide -puisque ses trois fils ont choisi des voies différentes- de vendre son affaire. Elle détient alors 80 % du marché français et a amorcé une percée intéressante à l'exportation : en Allemagne, en Italie. L'affaire est rachetée par la Générale Alimentaire. Il vend aussi la marque que le repreneur n'exploitera pas.

## Famille de Solly Klapisch et de Blima Lax
Solly Kapisch a épousé Blima (Blanche) Lax. Blima, née en 1913, est la fille aînée de Jakob Lax, fourreur connu du Paris de l'époque.
Son frère Bernard (né en 1918) s’est établi à Londres en juin 1940 après avoir rejoint l’armée polonaise en exil. Sa sœur cadette Lonka (Lea) a épousé Isy Frankforter, le créateur de l’entreprise Babygro de Troyes ; sa plus jeune sœur Amelia (Maltcha), le docteur Herscovici connu pour sa bonté dans tout le quartier des Halles de Paris.
Solly et Blima ont quatre enfants : trois nés à Cachan — Robert en 1932, Liliane en 1933, Marcel en 1938 —, et Fernand, le dernier né, à la Baule-Escoublac, en 1940. Chacun d'eux a poursuivi une voie originale, aucun ne choisissant de prendre la succession de Solly dans l'entreprise :
- Robert Klapisch est physicien. Après une brillante carrière au CNRS et au CERN, il crée et dirige la fondation Partager le Savoir. Un de ses enfants est le réalisateur Cédric Klapisch.
- Liliane Klapisch est peintre. Élève de Léon Zack, elle travaille entre Paris et Jérusalem et expose à la galerie Bineth, à Tel Aviv. Le musée des beaux-arts de Tel Aviv lui consacre une exposition rétrospective en 2003. Elle était l’épouse de Stéphane Mosès[4], philosophe franco-israélien, professeur émérite du Franz Rosenzweig research center for German-Jewish culture and literary history de l'université hébraïque de Jérusalem. Leur fils est le poète, écrivain et traducteur Emmanuel Moses ; leurs filles sont l'écrivaine et poète Anouche Sherman et l'artiste Sonia Moses.
- Marcel Klapisch est un scientifique reconnu. Après avoir obtenu son doctorat à Paris en 1969, il poursuit ses recherches pour le Naval Research Laboratory - Laser Plasma Branch. Avec son épouse Jutta, ils ont quatre enfants : Leah, Sarah, Orit et David.
- Né au début de la Seconde Guerre mondiale, Fernand Klapisch est devenu rabbin. Après avoir partagé sa scolarité entre l’école Yabné (Paris), la yechiva d'Aix-les-Bains et le lycée Henri IV — où il obtient son bac, mention philosophie —, il poursuit sa formation toraïque à la yechiva Beer Yaacov, sous l’égide du rabbin Shlomo Wolbe. Après deux ans de Kollel à Bnei Brak, il se rend à Strasbourg où il fonde avec le rabbin Abitbol la yechiva des Étudiants. Au début des années 1980, il crée un séminaire pour jeunes filles à Marseille, Beit Midrach Lamoroth. Il meurt le 22 novembre 2024 en Israël[5].